# Muséon di Rodo
Das Muséon di Rodo (deutsch: Museum der Räder) war ein Verkehrsmuseum in der französischen Stadt Uzès.

## Entstehung
Der französische Geschäftsmann Henri Girod-Eymery (* 6. Juni 1912 in Saint-Geoirs; † 2. April 1986 in Uzès), der sich bereits seit seiner Jugend enthusiastisch für Eisenbahnen, Modellbahnen und historische Automobile interessierte, hatte in der Mitte der 1930er Jahre einen frühen De Dion-Bouton mit Einzylinder-Heckmotor erworben, der zum Grundstein einer beständig anwachsenden Privatsammlung von Straßenfahrzeugen wurde. Zudem baute Girod-Eymery eine umfangreiche Sammlung von Eisenbahnmodellen und -objekten auf. Zu Beginn der 1960er Jahre fasste er den Entschluss, seine Kollektionen an seinem Wohnort Uzès der Öffentlichkeit zugänglich zu machen.

## Das Museum
Henri Girod-Eymery erwarb das Gebäude Route de Nîmes 3 (heute Avenue Maréchal Foch 3) in Uzès und richtete hier gemeinsam mit gleichgesinnten Enthusiasten das Muséon di Rodo ein, das am 29. Mai 1960 eröffnete. Der provenzalische Name, der Museum des Rades bedeutet, verwies auf die umfassende Ausrichtung: Gezeigt wurden neben historischen Autos, darunter äußerst seltene Exemplare, unter anderem auch Motorräder, Fahrräder und Kutschen sowie begleitende Ausstellungsstücke rund um den Straßenverkehr. Ab 1966 konnte das Museum überdies ein außergewöhnliches Exponat präsentieren: Girod-Eymery hatte 1964 während einer Geschäftsreise in der Sowjetunion erfahren, dass sich in Tula ein sehr früher Bugatti in Privatbesitz befand. Er suchte den Eigentümer auf und stellte fest, dass es sich um einen 1912 gebauten Type 13 mit der Seriennummer 442 handelte und somit der viertälteste erhaltene Bugatti der Welt war. Nach dem Erwerb und längeren Ausfuhrverhandlungen traf der Wagen im Herbst 1965 schließlich in Uzès ein, wo er vom Kurator Jean Raineri in der hauseigenen Werkstatt restauriert wurde und ab April 1966 ausgestellt war.
Die oberen Geschosse des Museums waren der Eisenbahn vorbehalten. Hier befanden sich unter anderem zahlreiche handgefertigte Modelle historischer Lokomotiven und Waggons – vorwiegend nach französischen und britischen Vorbildern – und eisenbahngeschichtliche Exponate sowie Beispiele früher Spielzeug- und Modellbahnen. So verfügte das Muséon di Rodo etwa über eine bedeutende Sammlung von etwa 600 Exemplaren von Märklin und anderen Herstellern aus den Jahren 1900 bis 1935. Das oberste Stockwerk des Museums nahm eine große, unter Modellbahnern berühmte Spur-0-Modellbahnanlage ein. Sie basierte auf der Gutland Railway genannten Anlage des britischen Modellbahners William Francis P. Kelly, ein Freund von Girod-Eymery und Mitgründer des Museums, der 1962 verstorben war und das Material dem Muséon di Rodo hinterlassen hatte. In Erinnerung an ihn trug die Anlage den Namen GUR-RUG für Gutland Uzètian Railway – Réseau Uzès Gutlande.
Im Gründungsjahr 1960 hatte das Muséon di Rodo 600 Besucher, 1962 bereits 3000 und bis zu 25.000 in späteren Jahren. Sowohl die Auto- als auch die Eisenbahnsammlung genossen über Frankreich hinaus einen guten Ruf. Der kostendeckende Betrieb wurde jedoch zunehmend schwieriger, insbesondere da die Instandhaltung der Gebäude immer mehr Aufwand erforderte. Da zudem die Gemeinde Uzès an keiner Form von Kooperation Interesse zeigte, entschied Henri Girod-Eymery sich zur Schließung des Museums, die Ende 1982 erfolgte. Die Sammlungen wurden aufgelöst, wobei ein Teil der Exponate an Museen überging, andere Stücke hingegen von Privatkäufern erworben wurden.
Zumindest die Eisenbahnabteilung soll nach Arpaillargues verlegt worden sein, wo sie 2008 Opfer eines Einbruchdiebstahls wurde.